# John Lennon Talent Award

Logo

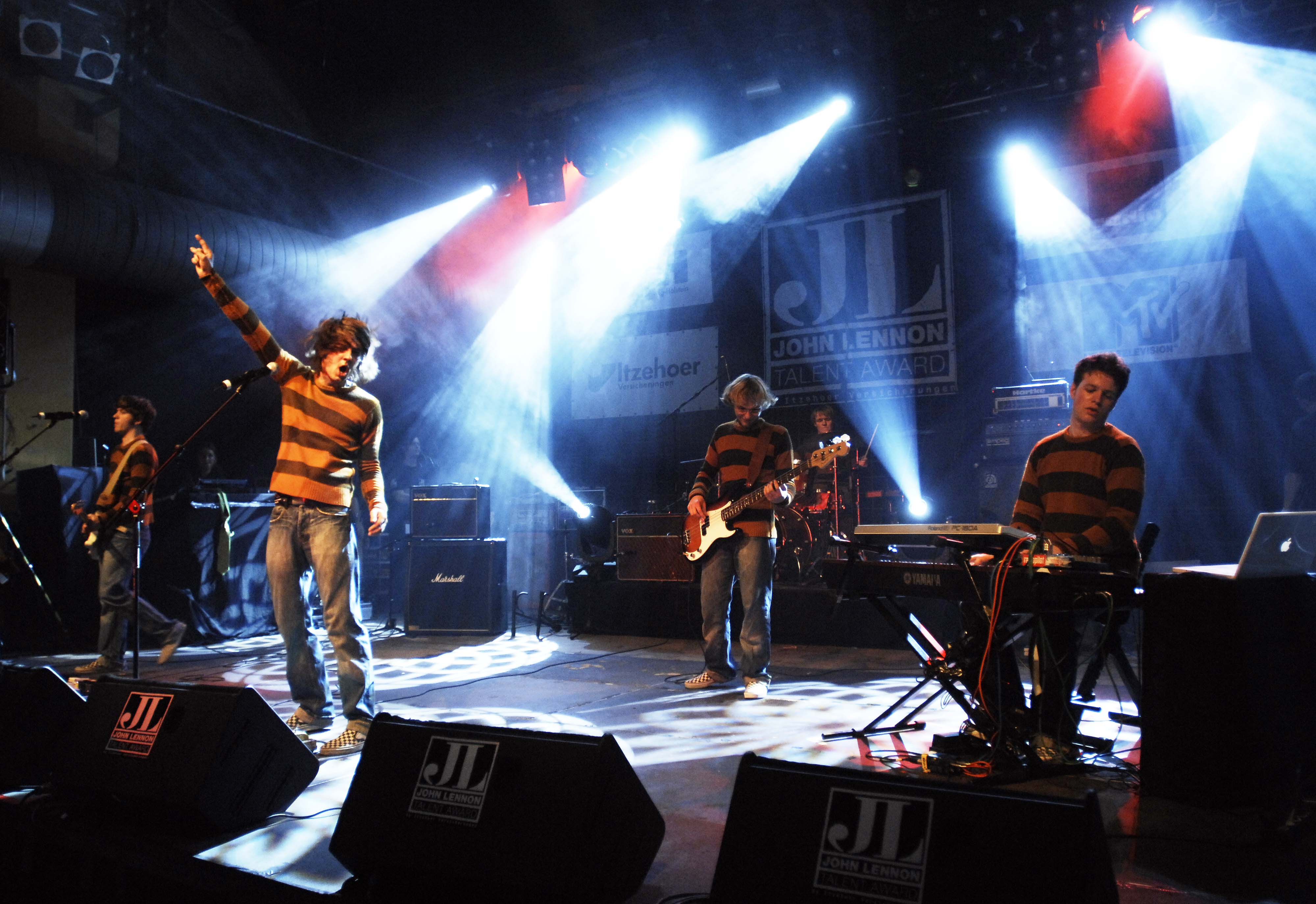
Finale des JLTA 2006

Der John Lennon Talent Award (JLTA) war ein Förderprojekt für Nachwuchsmusiker aus Rock und Pop, das von 1991 bis Ende 2013 von den Itzehoer Versicherungen ausgerichtet wurde. Seit 2014 führen die Itzehoer Versicherungen die Förderung von Nachwuchsmusikern unter dem Namen ITZEtalent weiter.

## Geschichte
Die erste Auflage des John Lennon Talent Awards (JLTA) organisierten die Itzehoer Versicherungen im Jahr 1991. Seitdem veranstaltete das Unternehmen das Projekt zur Förderung von musikalischen Talenten mit Erlaubnis von John Lennons Witwe Yoko Ono im zweijährigen Turnus. Das Konzept des JLTA stammte von Klaus Voormann, der es speziell für das norddeutsche Versicherungsunternehmen entwickelt hatte. Im Laufe der Jahre konnten zahlreiche namhafte Künstler aus der Musikbranche für die Zusammenarbeit gewonnen werden. Der JLTA wurde Ende 2013 mit dem Ruhestand des Marketingchefs der Itzehoer Versicherungen und Mitbegründers des JLTA Rainer Lemke eingestellt.
Unter dem Namen ITZEtalent führen die Itzehoer Versicherungen ihre Kulturförderung seit 2014 weiter. Ähnlich wie beim John Lennon Talent Award arbeitet man mit etablierten und renommierten Größen des Musikgeschäfts zusammen. Darüber hinaus kooperiert das Unternehmen mit dem Popkurs der Hochschule für Musik und Theater Hamburg.

## Auswahlprozesse und Abläufe des JLTA
Der JLTA richtete sich an Nachwuchsmusiker aus dem gesamten deutschen Bundesgebiet. Einzelkünstler und Bands konnten sich mit eigenen Songs um eine Teilnahme bewerben. Die Auswahl erfolgte durch eine Fachjury, bestehend aus Produzenten, Musikern, Fachjournalisten und anderen Vertretern der Musikbranche.
Nach der Auswahl nahmen die insgesamt zwölf Bands beziehungsweise Solokünstler gemeinsam an verschiedenen Workshop-Wochenenden und Einzelcoachings teil. Durchgeführt wurden diese von Praktikern aus Musik und Entertainment. Im Rahmen dieser Arbeitstreffen wurden vielseitige Vorträge, Seminare und Workshops unter anderem zu Songwriting und Arrangement, zu Handwerk an Instrument und Stimme, zu Fragen bezüglich Performance, Inszenierung und Dramaturgie, zu technischen, rechtlichen und wirtschaftlichen Themen, zum Bereich der Öffentlichkeitsarbeit, Marketing, Werbung und Promotion sowie zu sich neu ergebenden Fragestellungen angeboten.
Den Abschluss des JLTA bildeten öffentliche Live-Contests am Ende der aktiven Förderphase. Diese fanden in renommierten Clubs in deutschen Großstädten statt und boten den Bands die Möglichkeit, sich einem breiten Publikum vorzustellen.
Von 1991 bis 2013 nahmen 200 Bands – rund 800 Musiker – am JLTA teil.

## Auszeichnungen für JLTA
Am 10. September 2009 wurden die Itzehoer Versicherungen für den John Lennon Talent Award mit dem Deutschen Kulturförderpreis ausgezeichnet. Außerdem war das Versicherungsunternehmen mit dem JLTA im Jahr 2010 ein ausgewählter Ort im Land der Ideen. Der Preis wird jährlich von der Initiative Deutschland – Land der Ideen und der Deutschen Bank unter der Schirmherrschaft des Bundespräsidenten vergeben.

## Gewinner des JLTA
- 1991: Monroes
- 1993: Paradocs
- 1995: Niños Con Bombas[2] (Ex-Band von Daniel Puente Encina) und Suborange Frequency. Die beiden Bands teilen sich den ersten Preis.
- 1997:  Motorsheep
- 1999: Pussybox
- 2001: Siamoon
- 2003/04: Schrottfisch aus Berlin[3]
- 2005/06: Radiopilot aus Berlin[4]
- 2008/09: Ludwig van aus Flensburg[5]
- 2010/2011: Shenaniganz aus Bayern[6]
- 2012/2013: Starpost aus Nürnberg[7]

## Juroren und Coaches beim JLTA seit 1991 (kleiner Auszug)
| - Hugo Egon Balder - Wigald Boning - Thorsten Brötzmann - Gunther Buskies - Mark Chung - Jane Comerford - Spencer Davis - Olli Dittrich - Christian „Che“ Eckert - Jan Eißfeldt - Kim Frank - Niels Frevert - Rea Garvey - Rod Gonzales | - Joachim Hentschel - Heinz Hoening - Matthias Jabs - Darryl Jones - Kolja Kleeberg - Ulf Krüger - Heinz Rudolf Kunze - Ricky Lawson - Lotto King Karl - Annett Louisan - Swen Meyer - Sandra Nasić - Frank Oberpichler (von Paso Doble) - Bernhard Paul | - Franz Plasa - Achim Reichel - Stephan Remmler - Rocko Schamoni - Anke Schaubrenner - Keith Scott - Smudo - T. M. Stevens - Klaus Voormann - Otto Waalkes - Peter Weihe - Andreas Weitkämper - Kai Wingenfelder |